# 260-as busz (Kecskemét)
A kecskeméti 260-as jelzésű autóbusz a Margaréta Otthon és a Repülőtér között közlekedik. A viszonylatot a Kecskeméti Közlekedési Központ megrendelésére az Inter Tan-Ker Zrt. üzemelteti.

## Története
1967-ben a 4-es buszok a Tanácsháza és a Mintagyümölcsös között közlekedtek, az alábbi megállóhelyek érintésével:
| Tanácsháza – Repülőtér – Mintagyümölcsös              | Tanácsháza – Repülőtér – Mintagyümölcsös                                                  |
| ----------------------------------------------------- | ----------------------------------------------------------------------------------------- |
| - Tanácsháza - Zeneiskola - Aluljáró - Szívós megálló | - Kinizsi Konzervgyár - Kovács műhely - 1. számú Vegyesbolt - Repülőtér - Mintagyümölcsös |

2008. március 1-jétől iskolai előadási napokon a Széchenyi térről 6.30 és 13.45 órakor induló járatpár nem közlekedik. Tanszünetben munkanapokon a Széchenyi térről 13.45 órakor induló járatpár nem közlekedik. 2008. június 14-től szabad- és munkaszüneti napokon a Széchenyi térről 7.15 és 12.15 órakor 4A járatpár közlekedik (4-es helyett).
2009. január 1-jén megszűnt a KTE Sporttelep megállóhely.
2017. július 1-jétől meghosszabbított útvonalon a Margaréta Otthonig közlekedik.
2018. november 19-étől 2019. január 15-éig az aluljáró lezárása miatt terelve, a Hunyadivároson keresztül közlekedett.
2020. március 23-ától egyes járatok ideiglenesen meghosszabbított útvonalon, Kisfái, végállomásig közlekedtek és mindegyik járat betért a vasútállomáshoz mindkét végállomás felé.
2021. augusztus 8-ától az új Margaréta Otthon buszvégállomásig meghosszabbítva közlekedik.

## Útvonala
| Margaréta Otthon felé | Repülőtér felé |
| --- | --- |
| Repülőtér vá. – Reptéri út – Békéscsabai út (– Szent István körút – Kolostor utca – Phoenix Mecano – Kolostor utca – Szent István körút – Békéscsabai út) – Szolnoki út – Kuruc körút – Rákóczi út – Koháry István körút – Hornyik János körút – Széchenyi tér – Kápolna utca – Irinyi utca – Március 15. utca – Nyíri út – Károly Róbert körút – Margaréta utca – Károly Róbert körút – Margaréta Otthon vá. | Margaréta Otthon vá. – Károly Róbert körút – Margaréta utca – Szent-Györgyi Albert utca – Nyíri út – Március 15. utca – Irinyi utca – Kápolna utca – Széchenyi tér – Szilády Károly körút – Kölcsey utca – Dobó István körút – Batthyány utca – Katona József tér – Csányi János körút – Rákóczi út – Kuruc körút – Szolnoki út – Békéscsabai út (– Szent István körút – Kolostor utca – Phoenix Mecano – Kolostor utca – Szent István körút – Békéscsabai út) – Reptéri út – Repülőtér vá. |

## Megállóhelyei
Az átszállási kapcsolatok között az azonos útvonalon közlekedő 4A, 4C és 14-es buszok nincsenek feltüntetve.
| 0  | 0  | Margaréta Otthon végállomás | 24 | 28 | 12, 14D |
| 1  | 1  | Margaréta utca              | ∫  | ∫  | 14D |
| 2  | 2  | Domb Áruház                 | 23 | 27 | 12, 14D, 29, 34 Helyközi buszok                                                                            |
| 3  | 3  | Benkó-domb                  | 22 | 26 | 12, 14D, 22, 34, 350                                                                                       |
| 5  | 5  | Kristály tér                | 20 | 24 | 12, 14D, 22, 34, 350                                                                                       |
| 6  | 6  | Szent Család Plébánia       | 19 | 23 | 10, 12, 14D, 22, 34, 350                                                                                   |
| 7  | 7  | Irinyi utca                 | 18 | 22 | 10, 12, 14D, 22, 34, 350 Helyközi buszok                                                                   |
| 9  | 9  | Szent Imre utca             | 16 | 20 | 3, 10, 12, 20, 20H, 29, 34A                                                                                |
| 12 | 12 | Széchenyi tér               | 13 | 17 | 2, 2A, 2D, 2S, 3, 3A, 5, 6, 7, 7C, 9, 10, 11, 11A, 12, 13, 13K, 16, 18, 20, 20H, 23, 28, 29, 34A, 169, 916 |
| 14 | 14 | Dobó körút                  | ∫  | ∫  | 1, 2, 2A, 2D, 2S, 6, 7, 7C, 11, 11A, 13, 13K, 15, 19, 28, 32 Helyközi buszok                               |
| 16 | 16 | Katona József Színház       | ∫  | ∫  | 1, 2, 2A, 2D, 2S, 3, 3A, 6, 7, 7C, 11, 11A, 12, 13, 13K, 15, 18, 19, 20H, 23, 28, 32 Helyközi buszok       |
| 18 | 18 | Cifrapalota                 | 10 | 14 | 1, 2, 2A, 2D, 2S, 7, 7C, 12, 15, 18, 19, 20H, 23, 32 Helyközi buszok                                       |
| 21 | 21 | Víztorony                   | 8  | 12 | 12, 21, 21D, 25 Helyközi buszok                                                                            |
| 22 | 22 | Aluljáró                    | 7  | 11 | 12, 25 Helyközi buszok Távolsági járatok                                                                   |
| 23 | 23 | Konzervgyár                 | 6  | 10 | 25 Helyközi buszok                                                                                         |
| ∫  | ∫  | Szőlőfürt Fogadó            | 5  | 9  | 25 Helyközi buszok                                                                                         |
| 25 | ∫  | Sarolta utca                | ∫  | ∫  | 25 |
| 26 | ∫  | Phoenix Mecano              | ∫  | 7  | Helyközi buszok                                                                                            |
| ∫  | ∫  | Sarolta utca                | ∫  | 6  | 25 |
| 28 | 24 | Szőlőfürt Fogadó            | ∫  | ∫  | 25 Helyközi buszok                                                                                         |
| 29 | 25 | Szolnokihegy                | 4  | 4  | Helyközi buszok                                                                                            |
| 31 | 27 | Vasúti átjáró               | 2  | 2  | Helyközi buszok                                                                                            |
| 32 | 28 | Reptéri Óvoda               | 1  | 1  | |
| 33 | 29 | Repülőtér végállomás        | 0  | 0  | Helyközi buszok Távolsági járatok                                                                          |